# Цирюк Володимир Якимович
Володи́мир Яки́мович Цирю́к (* 1930) — український працівник автотранспорту, Герой Соціалістичної Праці.

## Життєпис
Народився 1930 року в селі Рагівка (Поліський район, Київська область).
Здобув середню спеціальну освіту — закінчив Житомирський автомобільно-дорожній технікум, за спеціальністю технік-механік.
З жовтня 1953 року по вересень 1990-го працював водієм автомобіля, водієм-наставником, інженером по безпеці руху — в АТП 2193 Житомира.
Двічі був обраний депутатом Житомирської міської ради; чотири — депутатом Житомирської обласної ради (від фракції СПУ). З 1987 по 2005 ріу обирався членом президії Житомирської міської ветеранської організації.
З травня 2005 року й надалі — голова правління Житомирської обласної громадської організації «Захист дітей війни».
Нагороди:
- орден Леніна (1966)
- Герой Соціалістичної Праці (1971)
- орден Трудового Червоного Прапора (1972)
- орден «За заслуги» ІІІ ступеня (2010).